# Radwanderweg Oberschwaben-Allgäu-Weg
Der Radwanderweg Oberschwaben-Allgäu ist ein insgesamt etwa 357 Kilometer langer Radwanderweg im südöstlichen Baden-Württemberg in Deutschland. Der Radfernweg in Oberschwaben und im Allgäu besteht aus zwei Routen, die Ostroute Ulm–Tettnang (168 km) und die Westroute Tettnang–Ulm (189 km). 2012 wurde der Radfernweg neu ausgeschildert.

## Verlauf
Er ist durchgehend mit einem „Radfahrer auf pinken Hintergrund“-Symbol markiert. Beschrieben ist der Rundkurs von Start- und Zielpunkt Ulm.

### Etappe 1

#### Ulm → Ochsenhausen
Ulm ← 14,9 km → Staig ← 13,8 km → Laupheim ← 5,8 km → Mietingen ← 15,9 km → Ochsenhausen
Ulm markiert als ehemalige Reichsstadt den Anfang des spannenden Rundkurses auf dem Oberschwaben-Allgäu-Weg. Vorbei am Ulmer Münster und dem Ulmer Rathaus mit seinen üppig bemalten Fassaden verlässt man die Stadt entlang der Iller in Richtung Süden. Als nächsten Tourstopp erreicht man nach wenigen Kilometern die Stadt Laupheim, mit seinem Schloss Großlaupheim, in dem heute das Kulturhaus und das Museum zur Geschichte von Christen und Juden untergebracht sind. Weiter führt der Radweg entlang der Rottum und man passiert ruhig gelegene Dörfer wie Mietingen, Schönebürg oder Reinstetten. Das Etappenziel Ochsenhausen mit seinem erhabenen Kloster ist schon in Sicht.
- Fahrzeit: ca. 3 Stunden
- Streckenlänge: 50 km
- Steigung: 430 m / Gefälle: 331 m
- Etappenstart: Ulm Hauptbahnhof
- Etappenziel: Ochsenhausener Kloster (Parkplatz an der Kapfhalle)

#### Sehenswürdigkeiten
- In Ulm: Altstadt, Ulmer Münster mit dem höchsten Kirchturm der Welt (161,53 Meter), Fischer- und Gerberviertel, Bundesfestung
- In Laupheim: Stadtpfarrkirche St. Petrus und Paulus, Schloss Großlaupheim, Museum zur Geschichte von Christen und Juden im Schloss Großlaupheim, Volkssternwarte Laupheim – ihr zu Ehren wurde 1999 der Asteroid 7167 Laupheim benannt
- In Burgrieden: Kunst-Museum „Villa Rot“
- In Ochsenhausen: Kloster Ochsenhausen, Museumsbahn „Öchsle“, Museum der Waschfrauen am Bahnhof, Rathaus, Wasserbauhistorischer Wanderweg Krummbach, Muschel- und Schneckenmuseum

### Etappe 2

#### Ochsenhausen → Leutkirch
Ochsenhausen ← 12,2 km → Füramoos ← 14 km → Bad Wurzach ← 8,2 km → Diepoldshofen ← 9,6 km → Leutkirch
Der erste Teil der Strecke der ersten Etappe führt von Ochsenhausen in Richtung Westen nach Füramoos. Das Highlight der zweiten Etappe ist das Wurzacher Ried, das man nach einer kurzen Abfahrt erreicht. Zuvor kann man auf der Anhöhe den Blick auf die Allgäuer Alpen bewundern. In der nahen Kurstadt Bad Wurzach findet man Entspannung im Thermalbad oder kann das dreiflügelige Schloss besichtigen. Nach weiteren 18 km kommt das Etappenziel Leutkirch in Sicht.
- Fahrzeit: ca. 2,5 Stunden
- Streckenlänge: 44 km
- Steigung: 473 m / Gefälle: 395 m
- Etappenstart: Ochsenhausener Kloster (Parkplatz an der Kapfhalle)
- Etappenziel: Leutkirch im Allgäu Bahnhof

#### Sehenswürdigkeiten
- In Füramoos: Aussichtsberg Hohbäumle, Kirche „St. Michael“
- In Bad Wurzach: Oberschwäbisches Torfmuseum mit Lehrpfad Auf den Spuren der Torfstecher, Schloss Bad Wurzach, Wurzacher Ried, Kartause Marienau, Kloster Maria Rosengarten
- In Leutkirch: ehemalige Stadtbefestigung mit Pulverturm und Bock- oder Blaserturm, Rathaus, Heimatmuseum Museum im Bock, Schlösschen Hummelsberg, Schloss Zeil

### Etappe 3

#### Leutkirch → Wangen
Leutkirch im Allgäu ← 2,7 km → Adrazhofen ← 5,9 km → Urlau ← 15,1 km → Isny im Allgäu ← 13,1 km → Eglofs ← 12,1 km → Wangen
Die dritte Etappe des Radfernweges Oberschwaben-Allgäu führt durch das beschauliche Allgäu. Der Fernweg führt östlich aus Leutkirch und passiert kleinere Ortschaften wie Adrazhofen und Urlau. Erster Höhepunkt ist der heilklimatische Luftkurort Isny. Das nächste Teilstück führt nach Eglofs, ein ehemaliges Reichsdorf. Wangen ist das Ziel der dritten Etappe.
- Fahrzeit: ca. 3 Stunden
- Streckenlänge: 49 km
- Steigung: 392 m / Gefälle: 479 m
- Etappenstart: Leutkirch im Allgäu Bahnhof
- Etappenziel: Wangen im Allgäu Bahnhof

#### Sehenswürdigkeiten
- In Isny: Altstadt mit Rathaus, Prädikantenbibliothek, Museum am Mühlturm, Kunsthalle im Schloss, ehemalige Klosterkirche St. Georg und Jakobus, Neidhammelbrunnen
- In Eglofs: Barockkirche, historischer Dorfplatz mit Museum, Kräutergarten
- In Wangen: Altstadt mit Heimat- und Käsereimuseum in der Eselmühle, Frauen- und Martinstor, die über 500 Jahre alte Bäckerei Fidelisbäck, Oberstadtkirche St. Martin, Pulverturm, Rathaus mit Pfaffentor

### Etappe 4

#### Wangen → Markdorf
Wangen ← 13,2 km → Neukirch ← 12 km → Tettnang ← 4,3 km → Meckenbeuren ← 15,3 km → Markdorf
Vom Startpunkt am Bahnhof in Wangen verlässt man die Stadt in Richtung Osten entlang dem Fluss Obere Argen. Durch eine abwechslungsreiche Landschaft entlang Obstwiesen und charmanten Dörfern wie Oberrussenried und Neukirch führt der Radweg zur nächsten Stadt Tettnang. Die „Hopfenstadt“ empfängt seine Gäste mit prächtigen Bürgerhäusern. In aussichtsreicher Fahrt geht es über Meckenbeuren nach Markdorf, die „Perle des Linzgaus“.
- Fahrzeit: ca. 3 Stunden
- Streckenlänge: 45 km
- Steigung: 456 m / Gefälle: 591 m
- Etappenstart: Wangen im Allgäu Bahnhof
- Etappenziel: Markdorf Bahnhof

#### Sehenswürdigkeiten
- In Neukirch: Dorfkirche St. Maria Rosenkranzkönigin, Hexenhäusle
- In Tettnang: Neues Schloss, Bürgerhäuser, Tettnanger Hopfenmuseum (Ortsteil Siggenweiler)
- In Meckenbeuren:  Bike-Tower
- In Markdorf: Kirche „St. Nikolaus“, Bischofsschloss, historischen Mauertürme

### Etappe 5

#### Markdorf → Aulendorf
Markdorf ← 10,2 km → Urnau ← 14,5 km → Wilhelmsdorf ← 13,4 km → Ebenweiler ← 5,5 km → Altshausen ← 8,7 km → Aulendorf
Ab Markdorf entlang des Rotachtals führt der erste Teil der Strecke durch Urnau nach Wilhelmsdorf. Lohnend ist ein Halt am Pfrunger-Burgweiler Ried, dem zweitgrößten zusammenhängenden Moorgebiet Südwestdeutschlands, mit zahlreichen Tier- und Pflanzenarten. Nach weiteren 20 Kilometern kommt man nach Altshausen mit dem barocken „Heiligen Grab“. Nach einer kurzen Weiterfahrt erreicht man den Kneippkurort Aulendorf.
- Fahrzeit: ca. 3 Stunden
- Streckenlänge: 52 km
- Steigung: 687 m / Gefälle: 562 m
- Etappenstart: Markdorf Bahnhof
- Etappenziel: Aulendorf Bahnhof

#### Sehenswürdigkeiten
- In Wilhelmsdorf: Moorgebiet, Riedlehrpfade
- In Altshausen: Deutsch-Orden-Schloss, „Heiliges Grab“ aus der Barockzeit, Naturfreibad „Alter Weiher“
- In Aulendorf: Schloss Aulendorf, Carthago Reisemobilbau GmbH, Schwaben-Therme Aulendorf, Spielzeugmuseum

### Etappe 6

#### Aulendorf → Bad Buchau
Aulendorf ← 8,0 km → Bad Schussenried ← 13,1 km → Bad Saulgau ← 7,7 km → Dürnau ← 9 km → Bad Buchau
Das sechste Teilstück des Oberschwaben-Allgäu-Weges führt durch das Tal der Schussen. Ein erstes Highlight der Strecke ist Bad Schussenried mit seinem Kloster Schussenried. Und dem Oberschwäbischen Museumsdorf Kürnbach im Nebenort. Man verlässt Bad Schussenried in Richtung Osten nach Bad Saulgau, welches man nach zwei Ansteigungen erklimmt. Kurz vor Bad Buchau rollt man auf einem Holzbohlenweg ins Naturschutzgebiet Federsee hinein, das durch Naturerlebnispfade, Stege sowie Aussichtsplattformen für Besucher zugänglich ist.
- Fahrzeit: ca. 2,5 Stunden
- Streckenlänge: 38 km
- Steigung: 298 m / Gefälle: 280 m
- Etappenstart: Aulendorf Bahnhof
- Etappenziel: Bad Buchau Bahnhof

#### Sehenswürdigkeiten
- In Bad Schussenried: Wallfahrtskirche Steinhausen, Bierkrugmuseum, Oberschwäbisches Museumsdorf Kürnbach, Wallfahrtsmuseum Alte Schmiede, Kloster Schussenried
- In Bad Saulgau: Stadtmuseum, Kloster Sießen, Städtische Galerie Die Fähre, Stadtkirche St. Johannes Baptist, Altstadt mit vielen historischen Gebäuden und dem Katzentürmle
- In Dürnau: Ehemaliger Pfarrhof, Fachwerkhäuser, Kirche St. Johannes Baptist
- In Bad Buchau: Stift Buchau, Federseemuseum, Naturschutzgebiet Federsee

### Etappe 7

#### Bad Buchau → Ehingen
Bad Buchau ← 10,1 km → Alleshausen ← 8,4 km → Offingen ← 12,5 km → Oberstadion ← 7,5 km → Rottenacker ← 20,6 km → Ehingen
- Fahrzeit: ca. 3 Stunden
- Streckenlänge: 47 km
- Steigung: 262 m / Gefälle: 335 m
- Etappenstart: Bad Buchau Bahnhof
- Etappenziel: Ehingen Bahnhof

Die Strecke der siebten Etappe führt durch das nördliche Oberschwaben. Er beginnt auf dem Radweg rund um den Federsee der in das beschauliche Örtchen Dentingen führt. Ab hier führt der Weg direkt auf den Berg Bussen. Kurz vor dem Gipfel des „heiligen Berg Oberschwabens“ dreht sich die Fahrradroute nach Osten. Im nächsten Dorf Oberstadion lohnt sich der Besuch des Krippenmuseum Oberstadion. Das letzte Stück vor dem Etappenziel Ehingen führt entlang der Donau.

#### Sehenswürdigkeiten
- In Oberstadion: Krippenmuseum Oberstadion
- In Ehingen:

### Etappe 8

#### Ehingen → Ulm
Ehingen ← 11,8 km → Oberdischingen ← 5,8 km → Erbach ← 7,3 km → Grimmelfingen ← 5,6 km → Ulm
Die abschließende Etappe des Oberschwaben-Allgäu-Weges führt durch das Donautal in Richtung Ulm. Die Strecke führt nordwestlich durch Ehingen in Richtung Oberdischingen, wo die Strecke in die Herrengass mündet. Fünf Kilometer weiter östlich liegt der nächste Stopp Erbach mit seinem „Schloss Erbach“. Die restlichen 13 Kilometer der letzten Etappe führen weiter entlang der Donau. Bald schon ist das Ulmer Münster und die Stadt Ulm das Ziel der letzten Etappe in Sicht.
- Fahrzeit: ca. 2 Stunden
- Streckenlänge: 30 km
- Steigung: 394 m / Gefälle: 425 m
- Etappenstart: Ehingen Bahnhof
- Etappenziel: Ulm Bahnhof

#### Sehenswürdigkeiten
- In Erbach: Erbacher Schloss, Barockkirche „St. Martin“